# Ángel Eduardo Bernal Esquivel
Ángel Eduardo Bernal Esquivel (Tuluá, Valle del Cauca, 27 de septiembre de 1946), es el embajador permanente y plenipotenciario para asuntos de la cultura ante la República de Colombia y la Comunidad Internacional, desde el 6 de diciembre de 1991. Además es pintor, escultor y poeta colombiano. Ha recibido numerosas distinciones por sus obras. 
Su obra ha sido expuesta en diversas exposiciones en América, Madrid, París y Turín. Ha sido un divulgador del arte de Colombia. En 1986 fundó en compañía con el municipio de Tuluá la primera etapa del Museo Vial Peatonal. En 1995, fundó el Museo Vial Internacional Bernal Esquivel de Tuluá.

## Biografía

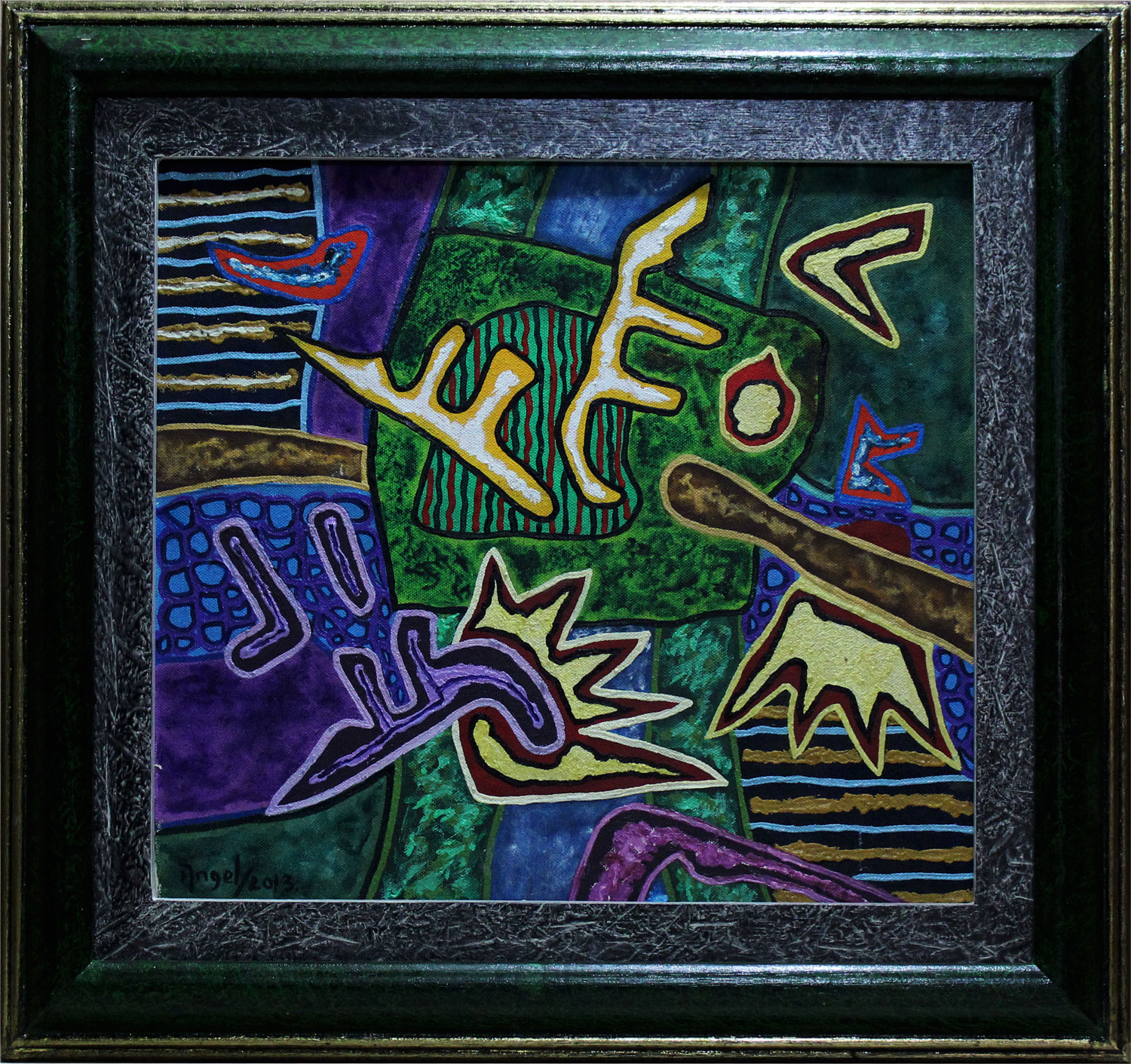
Micro Mundo

Cursó estudios en diversos colegios de Tuluá y de Bogotá. Ingresó a la Universidad Nacional de Colombia para estudiar Derecho Ciencias Políticas y Sociales, luego cambiándose a la Universidad Incca de Colombia, donde estudió economía agrícola. Entre los años 1973 y 1974 inicia sus actividades como artista plástico.

## Esculturas
Las esculturas de Bernal Esquivel ofrecen un amplio campo de posibilidades para su apreciación. Algunas están construidas en plata lo que las sitúa en la categoría de las joyas, que remiten a elementos precolombinos. Estas esculturas-joyas retoman la geometría orgánica, antropomorfa y zoomorfa de las culturas precolombinas y las convierte en objetos impregnados de cierta magia mítica en el sentido poético del término. En los años cuarenta, en el movimiento bachué, de alguna manera se palpó este sentir, solo que ellos se quedaron en lo superficial, en la forma obvia y un tanto demagógica del discurso regional.

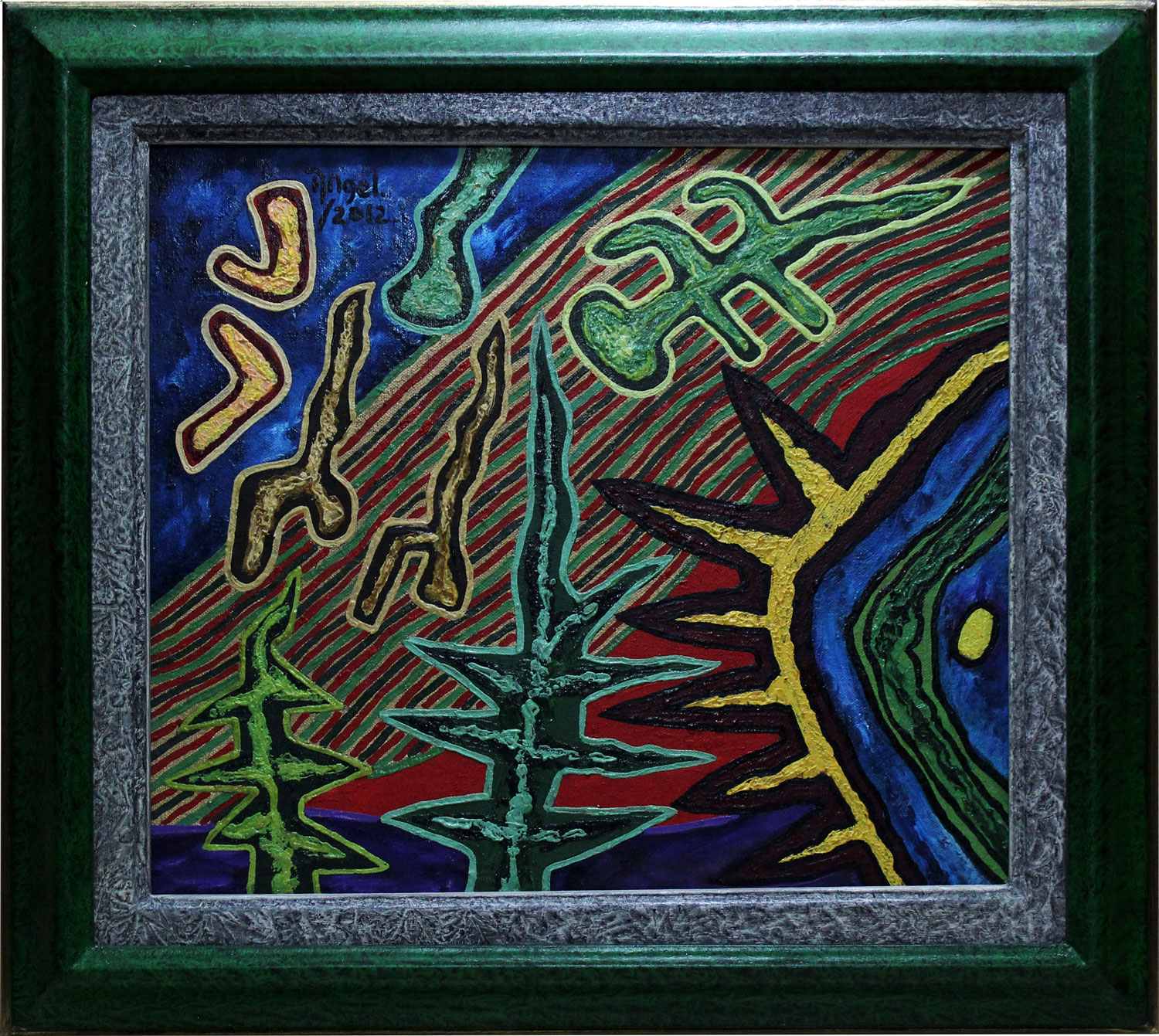
Río de Oro

La serie de esculturas de Bernal Esquivel elaboradas en bronce avanzan por el lenguaje de la abstracción.

Algunas de sus esculturas más representativas son: 

- El Quiamano, fundición de bronce patinado, denominada por la subregión del centro del Valle del Cauca.
- El Guerrero, obra realizada en el año de 1986 bajo la técnica de pátina en plata alemana (alpaca) y bronce.
- El Animal mítico.
- La Escena de amor.
- La Mano amiga.
- La Estación lunar Bachue.
- El Canto de paz.
- El Homenaje a Becker.
- El Busiraco.
- El Quemuenchatocha del año 1997.

## Su obra
Bernal Esquivel ha incursionado en el arte contemporáneo por diversas formas, técnicas y temas, entre ellos se cuentan pinturas al óleo, acuarelas, dibujos, cerámicas, grabados, joyas, esculturas en plata, mármol, bronce, aluminio y madera.
Las temáticas lo han llevado a formar un simbolismo propio y a la recreación del pasado en el arte contemporáneo. Los óleos poseen matices vivos, depurados y planos, con exquistos tonos rosados y verdes pálidos que se agregan a los profundos rojos y tonos azules. 
De sus obras impactan las formas y figuras nacidas de temas antropológicos de las culturas precolombinas del área andina - amazónica y el manejo del color en forma plana y pura, enfatizando los entornos de sus creaciones. Crea dioses imaginarios, lunas inmensas y figuras antropomorfas con mensajes exóticos.
En general sus obras pictóricas definen figuras no rígidas  logradas con gran ímpetu a través del manejo de color. En sus esculturas y pinturas, no hay líneas o formas definidas que permitan al espectador una concepción o interpretación fácil y simplista.

## Exposiciones individuales y distinciones
Las obras de Bernal Esquivel han sido expuestas en diversas oportunidades en galerías de arte de Bogotá. En el plano internacional ha realizado exposiciones en Madrid (1984), París (1997) y Turín. Sus obras han recibido diversos galardones y distinciones. 

## Resoluciones
- Resolución Consejo Municipal de Tuluá No 016 del 6 de diciembre de 1991.pdf
- Resolución Consejo Municipal de Tuluá No 102 del 29 de junio de 2002.pdf